# Swissôtel Krasnye Holmy
Swissôtel Krasnye Holmy – pięciogwiazdkowy hotel i jeden z najwyższych budynków w Moskwie, zlokalizowany jest w presitiżowej części Moskwy, w bliskim sąsiedztwie Kremla moskiewskiego i Placu Czerwonego. 
Hotel należący do międzynarodowej sieci hotelowej Swissôtel, oferuje 233 dobrze wyposażonych pokoi, w tym 27 apartamentów, wyposażonych w najnowsze technologie. Całkowita wysokość budynku wynosi 166.5 metra (35 kondygnacji). Budowę hotelu zakończono w 2005 roku.

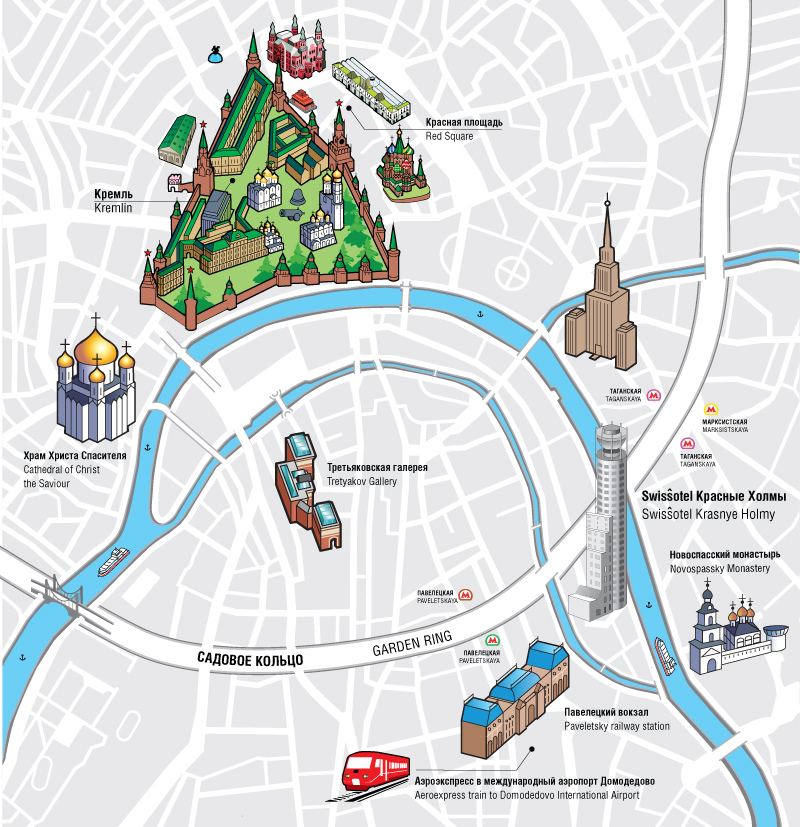
Swissotel Krasnye Holmy na mapie Moskwy
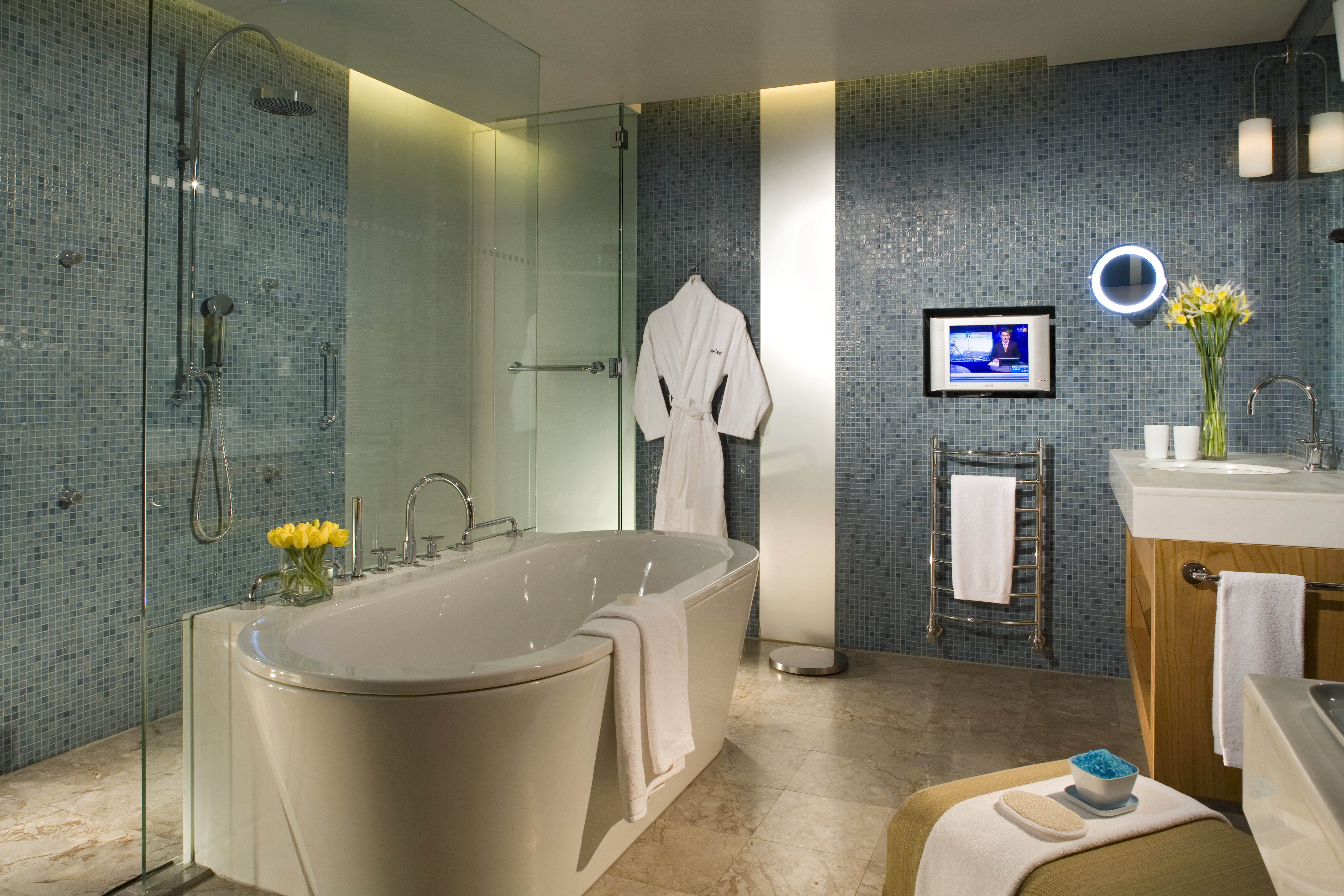
Wnętrze hotelu.
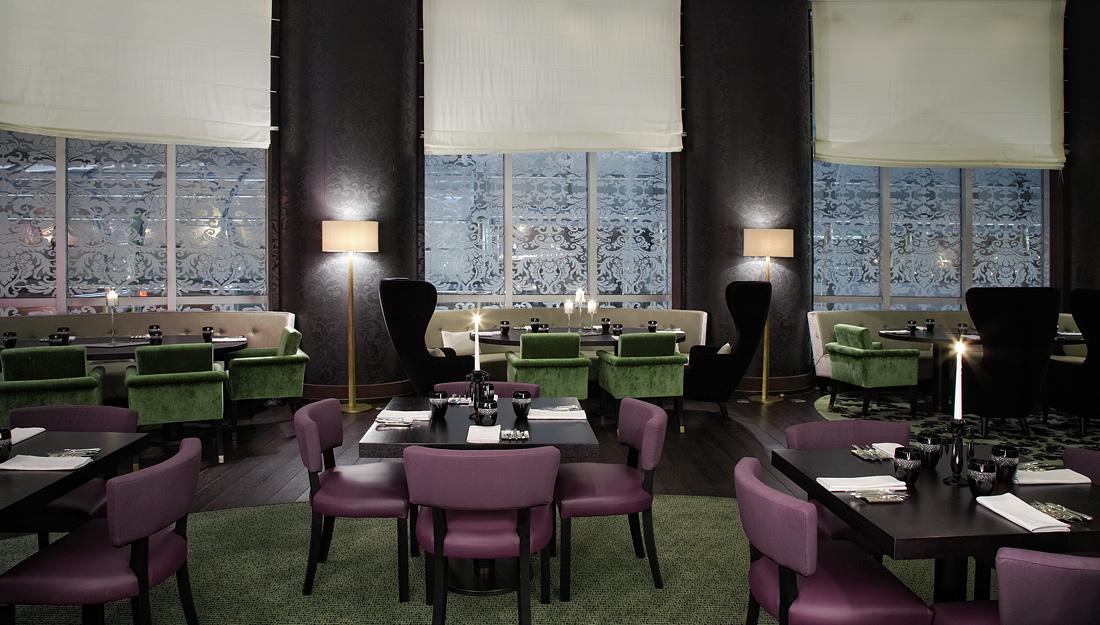
Wnętrze hotelu
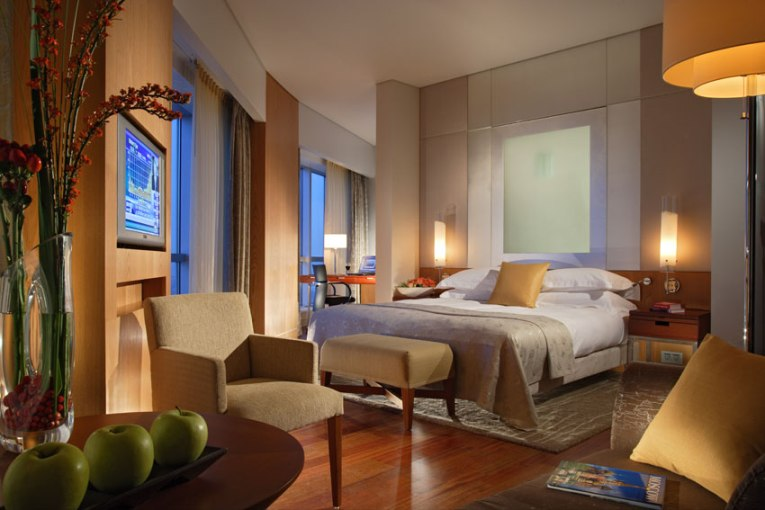
Wnętrze hotelu.